# Munir Hussain
Munir Hussain (29 de noviembre de 1929 - 29 de julio de 2013) fue un comentarista de críquet, administrador y periodista paquistaní, que también jugó un partido de críquet de primera clase para Kalat en la temporada 1969-70. Él fue el primero en introducir comentarios de críquet en Urdu, y fue el fundador de la primera revista de críquet en Urdu, Akhbar-e-Watan. Durante la década de 1970, Hussain comentada en el juego por la Televisión de Pakistán (PTV) y Radio Pakistán, y escribió columnas semanales de críquet para el Daily Jang durante muchos años. Recibió muchos elogios por su trabajo para el críquet. El escritor de ESPNcricinfo Saad Shafqat lo describió como "un comentarista pionero, innovador editor, de Karachi City Asociación de Cricket (KCCA) mandarin, y una presencia de ancianos sagaz en los círculos de críquet de la nación". Él también sirvió como el presidente de la KCCA.